# Eric Donaldson
Eric Donaldson (11 de junio de 1947 en St. Catherine, Jamaica) cantante y compositor jamaicano de reggae.
Donaldson ha ganado el Festival de la canción jamaicana en cinco ocasiones, en 1971, 1977, 1978, 1984 y 1993. Su canción «Cherry Oh Baby», ganadora en el 71 le lanzó a la fama, si bien había estado componiendo y grabando desde 1964. 
Donaldson actualmente vive en Kent Village, Jamaica donde regenta el Cherry Oh Baby Go-Go Bar.
- Datos: Q2403699